# Casa del Obispo (Puebla)
La Casa del Obispo es un inmueble histórico de finales del siglo XIX, ubicado en el barrio de Xonaca en la ciudad de Puebla, en Puebla, México. Desde 2017, es sede de una casa de cultura.

## Historia
La Casa del Obispo recibe su nombre gracias a que fue habitada por el obispo Juan de Palafox y Mendoza. De acuerdo a la historia, en el inmueble también pernoctaron Maximiliano de Habsburgo y la emperatriz Carlota en su paso por Puebla en 1864.

## Arquitectura
La casona data de finales del siglo XIX. Su arquitectura es de estilo francés. Cuenta con una entrada para carruajes y un jardín central rodeado. La cocina está decorada con talavera de la época.

## Recuperación
Después de albergar a un restaurante de franquicia, la casa quedó abandonada, lo que propició su rápido deterioro. En respuesta, desde 2017, un grupo de vecinos se organizó para limpiar y restaurar el inmueble, instaurando una casa de cultura.